# Гундерсдорф
Гундерсдорф (нем. Gundersdorf) — коммуна (нем. Gemeinde) в Австрии, в федеральной земле Штирия. 
Входит в состав округа Дойчландсберг.  Население составляет 419 человек (на 31 декабря 2005 года). Занимает площадь 5,69 км². Официальный код  —  6 0314.

## Политическая ситуация
Бургомистр коммуны — Вальтер Вёлькарт (АНП) по результатам выборов 2005 года.
Совет представителей коммуны (нем. Gemeinderat) состоит из 9 мест.
- АНП занимает 7 мест.
- СДПА занимает 1 место.
- АПС занимает 1 место.